# Objetividad periodística
La objetividad periodística es un concepto considerable dentro de la discusión sobre el profesionalismo periodístico. La objetividad periodística puede referirse a la imparcialidad, la falta de interés personal, la veracidad y la no partidización, pero más a menudo abarca todas estas cualidades. Surgiendo por primera vez como una práctica en el siglo XVIII, han surgido desde entonces una serie de críticas y alternativas al concepto, alimentando un discurso continuo y dinámico en torno al ideal de la objetividad en el periodismo.
La mayoría de los periódicos y cadenas de televisión dependen de agencias de noticias para su material, y cada una de las cuatro principales agencias globales (Agence France-Presse (anteriormente la agencia Havas), Associated Press, Reuters y Agencia EFE) comenzaron y continúan operando bajo una filosofía básica de proporcionar una sola fuente de noticias objetivas a todos los suscriptores. Es decir, no proporcionan fuentes separadas para periódicos conservadores o liberales. El periodista Jonathan Fenby ha explicado el concepto:

Para lograr una aceptabilidad tan amplia, las agencias evitan la parcialidad manifiesta. La información demostradamente correcta es su mercancía. Tradicionalmente, informan a un nivel reducido de responsabilidad, atribuyendo su información a un portavoz, la prensa u otras fuentes. Evitan emitir juicios y se mantienen alejados de la duda y la ambigüedad. Aunque sus fundadores no usaron la palabra, la objetividad es la base filosófica de sus empresas, o en su defecto, una neutralidad ampliamente aceptable.
— Jonathan Fenby, 1986.

La objetividad en el periodismo tiene como objetivo ayudar a la audiencia a formarse su propia opinión sobre una historia, proporcionando solo los hechos y permitiendo que la audiencia los interprete por sí misma. Para mantener la objetividad en el periodismo, los periodistas deben presentar los hechos, independientemente de si les gustan o están de acuerdo con esos hechos. La información objetiva tiene como objetivo retratar problemas y eventos de manera neutral e imparcial, independientemente de la opinión o creencias personales del escritor.

## Definiciones
El sociólogo Michael Schudson sugiere que "la creencia en la objetividad es una fe en los 'hechos', una desconfianza en los 'valores' y un compromiso con su segregación". La objetividad también delinea un papel institucional para los periodistas como cuarto poder, un cuerpo que existe aparte del gobierno y los grupos de interés más grandes.
La objetividad periodística requiere que un periodista no esté en ninguno de los lados de un argumento. El periodista debe reportar solo los hechos y no una actitud personal hacia los hechos. Si bien la objetividad es un concepto complejo y dinámico que puede referirse a una multitud de técnicas y prácticas, generalmente se refiere a la idea de "tres conceptos distintos, pero interrelacionados": veracidad, neutralidad y desapego.
La veracidad implica el compromiso de informar solo información precisa y veraz, sin distorsionar ningún hecho o detalle para mejorar la historia o alinear mejor un tema con alguna agenda específica. La neutralidad sugiere que las historias se informen de manera imparcial, equitativa e imparcial. Bajo esta noción, los periodistas no deben tomar partido por ninguna de las partes involucradas, sino simplemente proporcionar los hechos relevantes e información de todos. La tercera idea, el desapego, se refiere al enfoque emocional del periodista. Básicamente, los reporteros no solo deben abordar los problemas de manera imparcial, sino también con una actitud desapasionada y sin emociones. A través de esta estrategia, las historias pueden presentarse de manera racional y tranquila, permitiendo que la audiencia se forme su propia opinión sin influencias de los medios de comunicación.

## Historia
La noción moderna de objetividad en el periodismo se debe en gran medida al trabajo de Walter Lippmann. Lippmann fue el primero en pedir ampliamente a los periodistas que utilizaran el método científico para recopilar información. Lippmann abogó por la objetividad periodística después de los excesos del periodismo amarillo. Notó que los periódicos amarillos en ese momento habían cumplido su propósito, pero que la gente necesitaba recibir las noticias reales, y no una "versión idealizada de ellas".
El término "objetividad" no se aplicó al trabajo periodístico hasta el siglo XX, pero ya había surgido plenamente como un principio rector para la década de 1890. Michael Schudson, entre otros estudiosos de la comunicación e historiadores, coinciden en que la idea de la objetividad ha prevalecido en el discurso dominante entre los periodistas en Estados Unidos desde la aparición de los periódicos modernos en la Era Jacksoniana de la década de 1830. Estos periódicos transformaron la prensa en medio de la democratización de la política, la expansión de una economía de mercado y la creciente autoridad de una clase media empresarial y urbana. Antes de eso, se esperaba que los periódicos estadounidenses presentaran un punto de vista partidista, no neutral.
La necesidad de objetividad primero se le ocurrió a los editores de Associated Press, quienes se dieron cuenta de que el partidismo estrecharía su mercado potencial. Su objetivo era llegar a todos los periódicos y dejar que fueran los propios periódicos los que decidieran qué sesgo y comentario eran necesarios. Lawrence Gobright, el jefe de AP en Washington, explicó la filosofía de la objetividad al Congreso en 1856:
"Mi tarea es comunicar hechos. Mis instrucciones no me permiten hacer ningún comentario sobre los hechos que comunico. Mis despachos se envían a periódicos de todo tipo de orientaciones políticas, y los editores dicen que son capaces de hacer sus propios comentarios sobre los hechos que se les envían. Por lo tanto, me limito a lo que considero noticias legítimas. No actúo como un político perteneciente a ninguna escuela, sino que intento ser veraz e imparcial. Mis despachos son simplemente una cuestión seca de hecho y detalle."
En la primera década del siglo XX, era poco común ver una marcada división entre hechos y valores. Sin embargo, Stuart Allan (1997) sugiere que, durante la Primera Guerra Mundial, las campañas de propaganda académica, así como el surgimiento de "agentes de prensa y expertos en publicidad", fomentaron el creciente cinismo entre el público hacia las instituciones estatales y los "canales oficiales de información". La elevación de la objetividad constituyó así un esfuerzo por volver a legitimar la prensa informativa, así como el estado en general.
Algunos historiadores, como Gerald Baldasty, han observado que la objetividad fue de la mano con la necesidad de obtener beneficios en el negocio de los periódicos atrayendo anunciantes. En este análisis económico, los editores no querían ofender a ningún cliente potencial de publicidad y, por lo tanto, alentaban a los editores de noticias y reporteros a esforzarse por presentar todos los aspectos de un tema. Los anunciantes recordarían a la prensa que el partidismo perjudica la circulación y, en consecuencia, los ingresos publicitarios, por lo que se buscaba la objetividad.
Otros han propuesto una explicación política para el surgimiento de la objetividad; académicos como Richard Kaplan han argumentado que los partidos políticos necesitaban perder su control sobre las lealtades de los votantes y las instituciones del gobierno antes de que la prensa pudiera sentirse libre de ofrecer un relato no partidista e "imparcial" de los acontecimientos noticiosos. Este cambio ocurrió después de las críticas en las elecciones presidenciales de Estados Unidos de 1896 y la posterior reforma de la Era Progresista.
Más tarde, durante el período posterior a la Segunda Guerra Mundial, las reglas y prácticas recién formalizadas de la objetividad llevaron a un breve consenso nacional y a una suspensión temporal de la opinión pública negativa; sin embargo, las dudas e incertidumbres en "las instituciones de la democracia y el capitalismo" resurgieron en el período de disturbios civiles durante los años 1960 y 1970, lo que finalmente llevó al surgimiento de la crítica de la objetividad.
En conclusión, hay tres factores clave en el origen de la objetividad. La transición de un modelo político de periodismo a un modelo comercial requiere la producción de contenido que pueda comercializarse en todo el espectro político e ideológico. El telégrafo impone presiones a los periodistas para priorizar los hechos más importantes al principio de la historia y adoptar un estilo simplificado, homogeneizado y genérico que pueda atraer a audiencias geográficamente diversas. A principios del siglo XX, el periodismo comenzó a definirse como una ocupación profesional que requería una formación especial, habilidades únicas y autorregulación de acuerdo con principios éticos. La profesionalización normalizó el régimen de la objetividad como base del buen periodismo, proporcionando beneficios tanto a periodistas como a editores y editores.
Durante la mayor parte del siglo XIX, la mayoría de las publicaciones y noticias fueron escritas por una sola persona. Los escritores podían expresar sus propias perspectivas y opiniones. Sin embargo, desde la década de 1880, los estadounidenses comenzaron a interesarse en algunas teorías científicas y hechos que limitaron las formas en que los escritores podían expresar sus sentimientos. El uso de la tecnología llevó a una mayor productividad y control. Las nuevas tecnologías en el proceso de noticias han contribuido a establecer un discurso de velocidad. El discurso de velocidad también se ha vuelto más fuerte y abarcador con el tiempo. La transformación del periódico produjo un medio que requería un equipo bastante sofisticado de muchos tipos diferentes de trabajadores. Se espera que los periodistas posean habilidades técnicas en tecnologías basadas en computadora y nuevos medios en cierta medida, lo que impone nuevas demandas a los periodistas en la actualidad.
Algunos académicos y periodistas critican la comprensión de la objetividad como neutralidad o imparcialidad, argumentando que hace un flaco favor al público porque no intenta buscar la verdad. También sostienen que dicha objetividad es casi imposible de aplicar en la práctica, ya que los periódicos inevitablemente adoptan un punto de vista al decidir qué historias cubrir, cuáles destacar en la portada y qué fuentes citar. Los críticos de los medios Edward S. Herman y Noam Chomsky han propuesto una hipótesis del modelo de propaganda que sugiere que tal noción de objetividad resulta en un favoritismo pronunciado hacia los puntos de vista gubernamentales y las grandes corporaciones. Los comentaristas convencionales aceptan que el valor noticioso impulsa la selección de historias, pero hay cierto debate sobre si atender al nivel de interés de la audiencia en una historia hace que el proceso de selección sea no objetivo.
Otro ejemplo de una objeción a la objetividad, según el académico de comunicación David Mindich, fue la cobertura que los principales periódicos (especialmente el New York Times) dieron a los linchamientos de miles de afroamericanos durante la década de 1890. Las noticias de la época describían el ahorcamiento, la inmolación y la mutilación de personas por parte de turbas con desapego y, a través del régimen de la objetividad, los redactores de noticias a menudo intentaban construir un "falso equilibrio" de estos relatos al relatar las supuestas transgresiones de las víctimas que provocaron la furia de las turbas. Mindich sugiere que al permitir prácticas de objetividad y permitir que estas "[pasen] básicamente sin cuestionamiento", puede haber tenido el efecto de normalizar la práctica del linchamiento.
En un ejemplo más reciente, los académicos Andrew Calcutt y Phillip Hammond (2011) señalan que desde la década de 1990, el reportaje de guerra (especialmente) ha comenzado cada vez más a criticar y rechazar la práctica de la objetividad. En 1998, un reportero de la BBC, Martin Bell, señaló que prefería un "periodismo de compromiso" sobre el enfoque impasible buscado anteriormente. De manera similar, una corresponsal de guerra de CNN de Estados Unidos, Christiane Amanpour, afirmó que en algunas circunstancias "la neutralidad puede significar que eres cómplice de todo tipo de maldades". Cada una de estas opiniones se deriva de la crítica de académicos y periodistas a la objetividad como demasiado "desalmada" o "forense" para informar sobre los problemas de naturaleza humana y emocionalmente cargados que se encuentran en el reportaje de guerra y conflicto.
Como se discutió anteriormente, con el crecimiento de los medios de comunicación de masas, especialmente a partir del siglo XIX, la publicidad de noticias se convirtió en la fuente más importante de ingresos para los medios. Se necesitaba involucrar a audiencias enteras en comunidades y regiones para maximizar los ingresos publicitarios. Esto llevó a la "[o]bjetividad [p]eriodística como estándar de la industria [...] un conjunto de convenciones que permiten que las noticias se presenten como todo para todas las personas". En el periodismo moderno, especialmente con el surgimiento de ciclos de noticias de 24 horas, la velocidad es esencial para responder a las noticias de última hora. Por lo tanto, no es posible que los periodistas decidan "desde primeros principios" cómo informarán sobre cada historia que se presente; por lo tanto, algunos académicos argumentan que la mera convención (en lugar de una verdadera devoción por buscar la verdad) ha llegado a gobernar gran parte del periodismo.

Los periodistas tienen sesgos hacia el conflicto porque es más interesante que las historias sin conflicto; tenemos sesgos hacia seguir a la manada porque es seguro; tenemos sesgos hacia la cobertura impulsada por eventos porque es más fácil; tenemos sesgos hacia las narrativas existentes porque son seguras y fáciles. Sin embargo, en su mayoría, tenemos sesgos a favor de obtener la historia, sin importar a quién afecte negativamente.
— Brent Cunningham, 2003.

Brent Cunningham, el editor gerente de Columbia Journalism Review, argumenta en un artículo de 2003 que la objetividad excusa el periodismo perezoso. Sugiere que la objetividad nos convierte en receptores pasivos de noticias, en lugar de analizadores y críticos agresivos de las mismas. Según Cunningham, el núcleo de la relación tortuosa con la objetividad reside en una serie de dictados conflictivos a los que la prensa estaba sometida: ser neutral pero investigativo; estar desvinculado pero tener un impacto; ser imparcial pero tener una perspectiva. Sin embargo, Cunningham argumenta que en su mayoría, los periodistas no son guerreros ideológicos; más bien, son personas imperfectas desempeñando un trabajo difícil que es crucial para la sociedad, y "[a] pesar de todos nuestros importantes y necesarios intentos de minimizar la humanidad [de los individuos], no puede ser de otra manera", concluye Cunningham.
El debate sobre la objetividad también ha ocurrido dentro del campo del fotoperiodismo. En 2011, el fotógrafo italiano Ruben Salvadori desafió la expectativa de verdad objetiva que el público en general asocia al fotoperiodismo con su proyecto "Fotoperiodismo detrás de escena". Al incluir al fotógrafo tradicionalmente invisible en el encuadre, Salvadori buscaba iniciar una discusión sobre la ética de la profesión e indicar la necesidad de que las audiencias sean espectadores activos que comprendan y reconozcan la subjetividad potencial del medio fotográfico.
Otra noción que circula en torno a la crítica de la objetividad es propuesta por la académica Judith Lichtenberg. Ella señala la inconsistencia lógica que surge cuando académicos o periodistas critican al periodismo por no ser objetivo, mientras proponen simultáneamente que no existe tal cosa como la objetividad. Subyaciendo a las críticas de la objetividad que surgieron en los años 1970 y 1980, esta teoría dual, a la que Lichtenberg se refiere como un "ataque compuesto a la objetividad", se invalida a sí misma, ya que cada elemento del argumento repudia al otro. Lichtenberg está de acuerdo con otros académicos que consideran la objetividad como una práctica convencional: ella afirma que "gran parte de lo que se denomina objetividad refleja una comprensión superficial de la misma". Por lo tanto, sugiere que estas prácticas, más que la noción general de objetividad (cuyo objetivo principal, según Lichtenberg, es simplemente buscar y perseguir la verdad), deberían ser realmente el blanco de la crítica.
Los académicos del periodismo y los críticos de los medios de comunicación han utilizado el término "vista desde ninguna parte" para criticar el intento de los periodistas de adoptar un punto de vista neutral y objetivo en la cobertura informativa, como si estuvieran informando "desde el punto de vista de nadie". Jay Rosen ha argumentado que los periodistas pueden desinformar a su audiencia al crear la impresión de que tienen una imparcialidad autoritativa entre posiciones conflictivas sobre un tema. Jeremy Iggers citó a Richard S. Salant, expresidente de CBS News, quien afirmó: "Nuestros reporteros no cubren historias desde su punto de vista. Las presentan desde el punto de vista de nadie". Iggers calificó la afirmación de Salant como "claramente incoherente, al igual que la noción de observaciones no tocadas por la interpretación". Rosen ha utilizado el término para criticar a los periodistas que se esconden detrás de la apariencia de la objetividad periodística para obtener una posición de autoridad o confianza no merecida con su audiencia; él aboga por la transparencia como una mejor manera de ganar legítimamente la confianza. Académicos como Rosen y Jake Lynch tomaron prestado el término del libro de filósofo Thomas Nagel de 1986 "La Vista desde Ninguna Parte", que afirmaba: "Una vista o forma de pensamiento es más objetiva que otra si se basa menos en los detalles de la composición individual y la posición del individuo en el mundo". Muchos otros comentaristas de los medios de comunicación también han criticado la "vista desde ninguna parte" en el periodismo. El escritor Elias Isquith argumenta en un artículo de 2014 para Salon que "la vista desde ninguna parte no solo lleva a un pensamiento descuidado, sino que en realidad deja al lector menos informado de lo que estaría si simplemente hubiera leído una fuente ideológica sin disculpas o incluso, en algunos casos, nada en absoluto". En 2019, el periodista Lewis Raven Wallace publicó un libro defendiendo lo opuesto a la vista desde ninguna parte: la vista desde algún lugar.

## Alternativas
Algunos argumentan que un estándar más apropiado debería ser la imparcialidad y la precisión (como consagrado en los nombres de grupos como Fairness and Accuracy in Reporting). Bajo este estándar, tomar partido en un tema sería permitido siempre y cuando el lado tomado fuera preciso y el otro lado tuviera una oportunidad justa de responder. Muchos profesionales creen que la verdadera objetividad en el periodismo no es posible y que los periodistas deben buscar el equilibrio en sus historias (dando a todas las partes sus respectivos puntos de vista), lo que fomenta la imparcialidad.

Un buen reportero que esté bien versado en su tema y que no esté tratando de demostrar su astucia, sino que está dedicando tiempo a comprender detalladamente un tema que vale la pena explorar, probablemente desarrollará opiniones inteligentes que informarán y tal vez se expresarán en su periodismo. 
— Timothy Noah, 1999

Brent Cunningham sugiere que los reporteros deben comprender sus sesgos inevitables, para que puedan explorar cuáles pueden ser las narrativas aceptadas y luego trabajar contra ellas tanto como sea posible. Señala que "necesitamos una investigación profunda y una comprensión real, pero también necesitamos que los reporteros reconozcan todo lo que no saben y no intenten enmascarar esa deficiencia detrás de un barniz de actitud o ahogarla en un estruendo de afirmaciones simplificadas en exceso".
Cunningham sugiere lo siguiente para resolver las aparentes controversias de la objetividad:
- Los periodistas deberían reconocer, humilde y públicamente, que lo que hacen es mucho más subjetivo y mucho menos desapegado de lo que la aura de "objetividad" implica. Propone que esto no terminará con las acusaciones de sesgo, sino que permitirá a los periodistas defender lo que hacen desde una posición más realista y menos hipócrita.
- Los periodistas deberían ser libres y alentados a desarrollar experiencia y a utilizarla para examinar reclamos competidores, identificar y explicar los supuestos subyacentes de esos reclamos, y hacer juicios sobre lo que los lectores y espectadores necesitan saber y entender sobre lo que está sucediendo.

Según las palabras de otro académico, Faina (2012) sugiere que los periodistas modernos pueden funcionar como "hacedores de sentido" dentro del cambiante entorno periodístico contemporáneo.
Otros ejemplos notables de trabajos periodísticos no objetivos incluyen el periodismo de investigación de Ida Tarbell y Lincoln Steffens, el Nuevo Periodismo de Tom Wolfe, la prensa underground de la década de 1960 y el Periodismo ciudadano.
En el ámbito de las noticias relacionadas con conflictos, el periodismo de paz puede proporcionar una alternativa al introducir "ideas" de "ciencias" sociales en el campo del periodismo, específicamente a través de disciplinas como el análisis de conflictos, la resolución de conflictos, la investigación de la paz y la psicología social. La aplicación de esta "investigación" "empírica" a la cobertura de conflictos puede así reemplazar las convenciones "no reconocidas" (ver arriba) que rigen las prácticas "no científicas" de la "objetividad" del periodismo.

## Financiación colectiva
Recientemente, muchos académicos y periodistas se han vuelto cada vez más conscientes de los cambios que ocurren dentro de la industria de los periódicos y la agitación general del entorno periodístico, mientras se ajusta a la nueva era digital del siglo XXI. Ante esto, la práctica de la micromecenazgo está siendo cada vez más utilizada por periodistas para financiar proyectos independientes y/o alternativos, estableciéndola como otra práctica alternativa relevante a considerar en la discusión sobre la objetividad periodística. La financiación colectiva permite a los periodistas perseguir historias que les interesen o que de otra manera no podrían ser cubiertas adecuadamente por varias razones. La financiación colectiva apoya a los periodistas financiando componentes necesarios como equipo de reportaje, computadoras, gastos de viaje si es necesario, y costos generales como espacio de oficina o pago a otros miembros del equipo. Un componente clave de la financiación colectiva y un motivador significativo para que los periodistas la utilicen es la falta de respaldo corporativo. Esto significa que el periodista tiene autonomía para tomar decisiones editoriales a su entera discreción, pero igualmente no hay apoyo financiero.
Según un estudio realizado por Hunter (2014), los periodistas involucrados en una campaña de financiación colectiva compartieron la opinión de que sus financiadores no tenían control sobre el contenido y que era el periodista quien mantenía la jurisdicción final. Sin embargo, este pronunciamiento se complicó por el sentido de responsabilidad o responsabilidad que incitaba en los periodistas hacia sus financiadores. Hunter (2014) señala que esto puede tener el efecto de crear un desequilibrio de poder entre los financiadores y el periodista, ya que los periodistas quieren mantener el control editorial, pero son los financiadores quienes deciden si el proyecto será un éxito o no.
Para combatir esto, Hunter (2014) propone las siguientes estrategias que los periodistas pueden emplear para mantener un enfoque más objetivo si así lo desean:
- Construir una "pared virtual" imaginaria entre ellos mismos y su audiencia.
- Limitar la inversión de cualquier fuente única.
- Definir claramente la relación que desean tener con los financiadores al inicio del proyecto.

El tipo de relación y las presiones potenciales que el periodista pueda sentir dependen del tipo de inversor con el que estén trabajando, ya que existen inversores pasivos y activos. Los inversores pasivos no estarán involucrados más allá de hacer una donación en la plataforma de financiación colectiva, dejando todo a discreción del periodista. En contraste, los inversores activos tienen un papel más activo en la producción de la pieza periodística, lo que puede tomar diversas formas que incluyen proporcionar retroalimentación o ideas, así como recibir copias tempranas del trabajo antes de su lanzamiento público.
Algunos periodistas del estudio sostuvieron firmemente la opinión de que los relatos imparciales y un estilo de reportaje desapegado, es decir, "objetivo", deberían seguir gobernando, incluso dentro de un contexto de financiación colectiva. Sin embargo, otros abogaron por que el periodismo de opinión y la precisión en la información no son ideales mutuamente excluyentes, y por lo tanto, los periodistas aún pueden adherirse a una calidad de reportaje factual, sin las prácticas tradicionales o la comprensión de la objetividad.
El estudio sobre financiación colectiva realizado por Hunter (2014) mostró que las audiencias están dispuestas a financiar proyectos con un punto de vista específico o piezas de periodismo de defensa. A menudo, los periodistas utilizan la financiación colectiva para perseguir historias con un punto de vista que las grandes corporaciones no persiguen adecuadamente. El periodista explica el objetivo del trabajo que están tratando de llevar a cabo y qué recursos se necesitan para ello en las plataformas de financiación colectiva. Basándose en esta información, los financiadores deciden si contribuir o no. El deseo o la aceptación del periodismo de opinión es especialmente claro con los inversores pasivos, ya que donan basándose en el argumento del periodista y permiten que el periodista produzca lo que quiera. Básicamente, solo quieren apoyar al periodista como individuo y permitirle la libertad de llevar a cabo el proyecto.